# Vjosa Osmaniová
Vjosa Osmaniová (albánsky Vjosa Osmani; * 17. května 1982 Kosovska Mitrovica, Jugoslávie) je kosovská právnička a politička, od dubna 2021 prezidentka Kosovské republiky.

## Životopis
Školní docházku absolvovala v rodné Mitrovici, poté studovala na Právnické fakultě Prištinské univerzity. Magisterské a doktorské studium ukončila na Pittsburské univerzitě ve Spojených státech amerických. Od roku 2006 vyučovala na Právnické fakultě Prištinské univerzity a učila také na své americké alma-mater.
V letech 2006 až 2010 byla ředitelkou prezidentské kanceláře a zastupovala prezidenta při přípravě kosovské ústavy.

## Politická kariéra
V pěti volebních obdobích byla zvolena do kosovského parlamentu. Dne 3. února 2020 byla zvolena předsedkyní parlamentu jako první žena na tomto postu. Z titulu funkce se 5. listopadu 2020 stala zastupující prezidentkou. Tento úřad prováděla do 22. března 2021.
Osmaniová byla koaliční partnerkou premiéra Albina Kurtiho a jeho sociálně-demokratické strany Vetëvendosje (Sebeurčení). Byla vnímána jako reformní. Jednou z jejích priorit byla normalizace vztahů se Srbskem.

## Prezidentka Kosova
Dne 4. dubna 2021 byla zvolena prezidentkou Kosova po patové situaci předchozího dne. Získala 71 hlasů od 82 poslanců přítomných v kosovském parlamentu, který má celkem 120 členů. Srbští nacionalisté a přívrženci Hashima Thaçiho hlasování bojkotovali. Je historicky druhou prezidentkou Kosova, první byla v letech 2011 až 2016 Atifete Jahjagová .

## Osobní život
V roce 2012 se vdala za zaměstnance ministerstva zahraničí Prindona Sadriu. Do manželství se narodila dvojčata, dcery Anda Elisa a Dua Tiara.